# Catanduanes
Catanduanes is een eilandengroep onder  Luzon en tevens een provincie van de Filipijnen. Het grootste eiland van de provincie heet ook Catanduanes. De provincie, die deel uitmaakt van regio V (Bicol Region), ligt ten oosten van Camarines Sur (Zuidoost-Luzon) oen omvat de eilanden Catanduanes, Calbagio, Palumbanes, Panay, Parongpong en 23 kleinere eilanden. De hoofdstad van de provincie is de gemeente Virac. Bij de census van 2015 telde de provincie bijna 261 duizend inwoners.

## Geschiedenis
De wet die van Catanduanes een onafhankelijke provincie maakte werd op 26 september 1945 door het Filipijns Congres goedgekeurd en werd op 16 oktober van dat jaar daadwerkelijk doorgevoerd.

## Mensen en Cultuur

### Talen
De meeste inwoners van de provincie spreken Bicol.

## Geografie

### Topografie en landschap
Catanduanes wordt van Luzon gescheiden door de Maquenda Straat en de Golf van Lagonoy. De provincie bestaat behalve uit het grootste eiland Catanduanes nog uit 27 kleine eilanden. De grootste van deze eilanden zijn Calbagio, Palumbanes, Panay en Parongpong. Het landoppervlakte van de provincie bedraagt, inclusief alle kleine eilanden 1511,5 km².
Zoals veel eilanden in de Filipijnen is het landschap van het eiland Catanduanes vlak tot heuvelachtig aan de kust en meer bergachtig in het centrale deel. Alleen in het noordoostelijke deel is het vlakke stuk groot genoeg voor grootschalige rijstbouw.

### Bestuurlijke indeling
Catanduanes bestaat uit 11 gemeenten.
| - Bagamanoc - Baras - Bato - Caramoran - Gigmoto - Pandan | - Panganiban - San Andres - San Miguel - Viga - Virac |

Deze gemeenten zijn weer verder onderverdeeld in 315 barangays.

### Klimaat
Catanduanes heeft geen droog seizoen, maar wel een duidelijke natte periode die loopt van november tot januari.
Door haar onbeschermde ligging aan de Grote Oceaan wordt Catanduanes regelmatig getroffen door typhoons en tropische stormen. Hierdoor staat de provincie ook wel bekend als: Land of the howling winds.

## Demografie
Catanduanes had bij de census van 2015 een inwoneraantal van 260.964 mensen. Dit waren 14.664 mensen (6,0%) meer dan bij de vorige census van 2010. Ten opzichte van de census van 2000 was het aantal inwoners gegroeid met 45.608 mensen (21,2%). De gemiddelde jaarlijkse groei in die periode kwam daarmee uit op 1,11%, hetgeen lager was dan het landelijk jaarlijks gemiddelde over deze periode (1,72%).

De bevolkingsdichtheid van Catanduanes was ten tijde van de laatste census, met 260.964 inwoners op 1492,16 km², 174,9 mensen per km².

## Economie
De belangrijkste bron van inkomsten in de provincie Catanduanes is de landbouwsector. Belangrijke producten zijn abaca, graan, rijst en wortelgewassen. Naast de landbouw is ook de visserij een belangrijke sector binnen de economie van Catanduanes. De provincie heeft alleen kleinschalige industrieën.
Catanduanes is een relatief arme provincie. Uit cijfers van het National Statistical Coordination Board (NSCB) uit het jaar 2003 blijkt dat 36,8% (11.815 mensen) onder de armoedegrens leefde. In het jaar 2000 was dit 51,9%. Daarmee staat Catanduanes 49e op de lijst van provincies met de meeste mensen onder de armoedegrens. Van alle 79 provincies staat Catanduanes 39e op de lijst van provincies met de ergste armoede.

## Zoogdieren
Op Catanduanes komen de volgende zoogdieren voor:
| - Insecteneters: - Crocidura grayi - Vleermuizen: - Cynopterus luzoniensis - Desmalopex leucopterus - Eonycteris robusta - Eonycteris spelaea - Haplonycteris fischeri - Kleine langtongvleerhond - Ptenochirus jagori - Kalong - Rousettus amplexicaudatus - Emballonura alecto - Saccolaimus saccolaimus - Megaderma spasma | - Vleermuizen (vervolg): - Hipposideros ater - Hipposideros diadema - Hipposideros obscurus - Rhinolophus arcuatus - Rhinolophus inops - Rhinolophus rufus - Rhinolophus subrufus - Rhinolophus virgo - Miniopterus australis - Miniopterus schreibersi - Murina cyclotis - Myotis horsfieldii - Philetor brachypterus - Scotophilus kuhlii | - Primaten: - Java-aap - Knaagdieren: - Apomys microdon - Bonte reuzenschorsrat - Rattus everetti - Polynesische rat - Aziatische zwarte rat - Roofdieren: - Loewak - Viverra tangalunga - Evenhoevigen: - Filipijns wrattenzwijn - Cervus mariannus |